# Natuurbrand

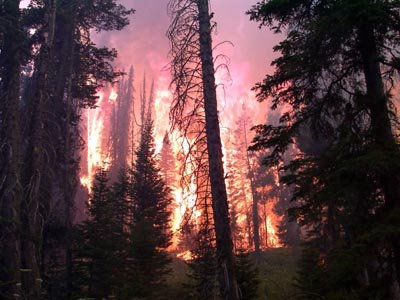
Bosbrand

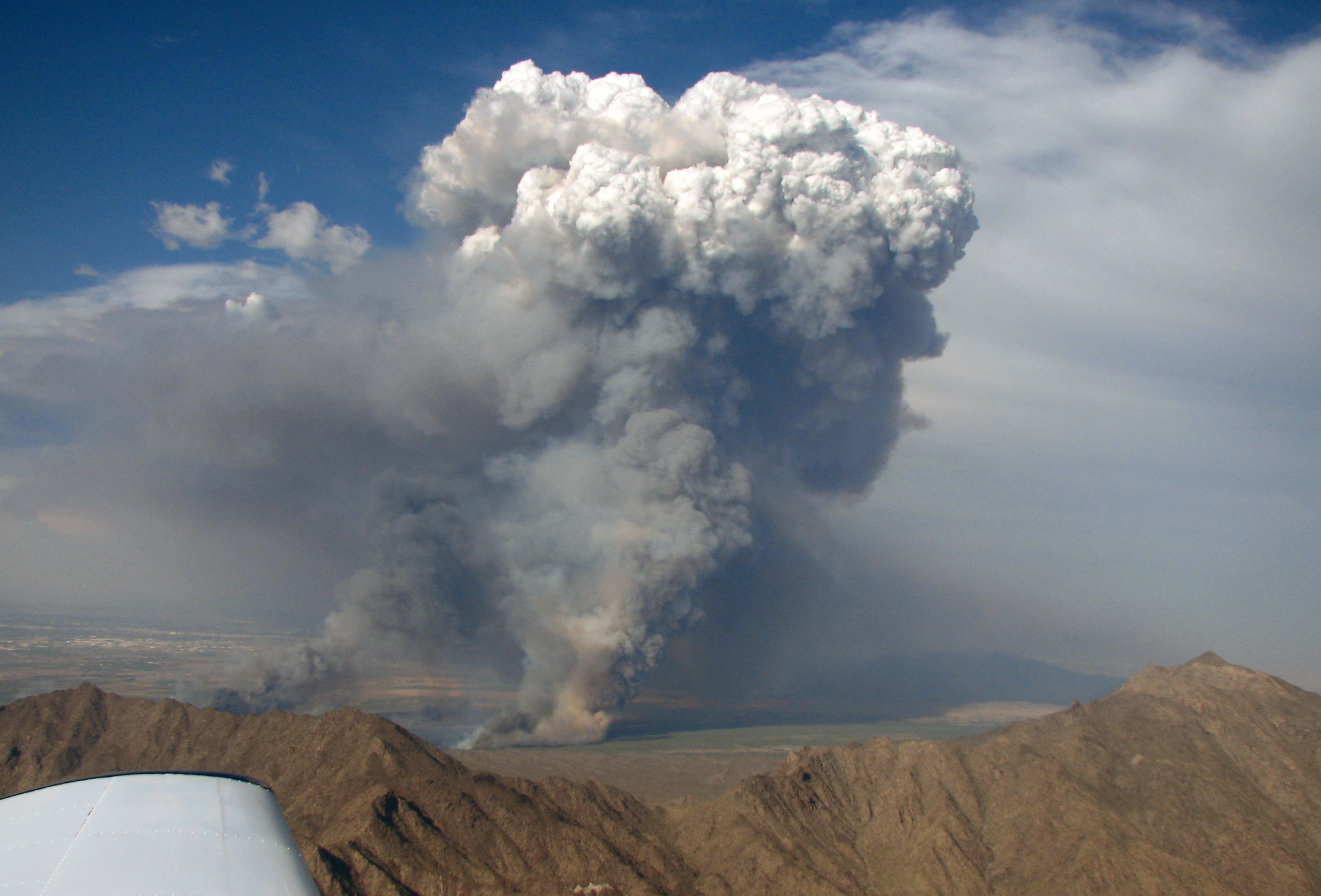
Bosbrand met pyrocumulus in de Amerikaanse staat Arizona

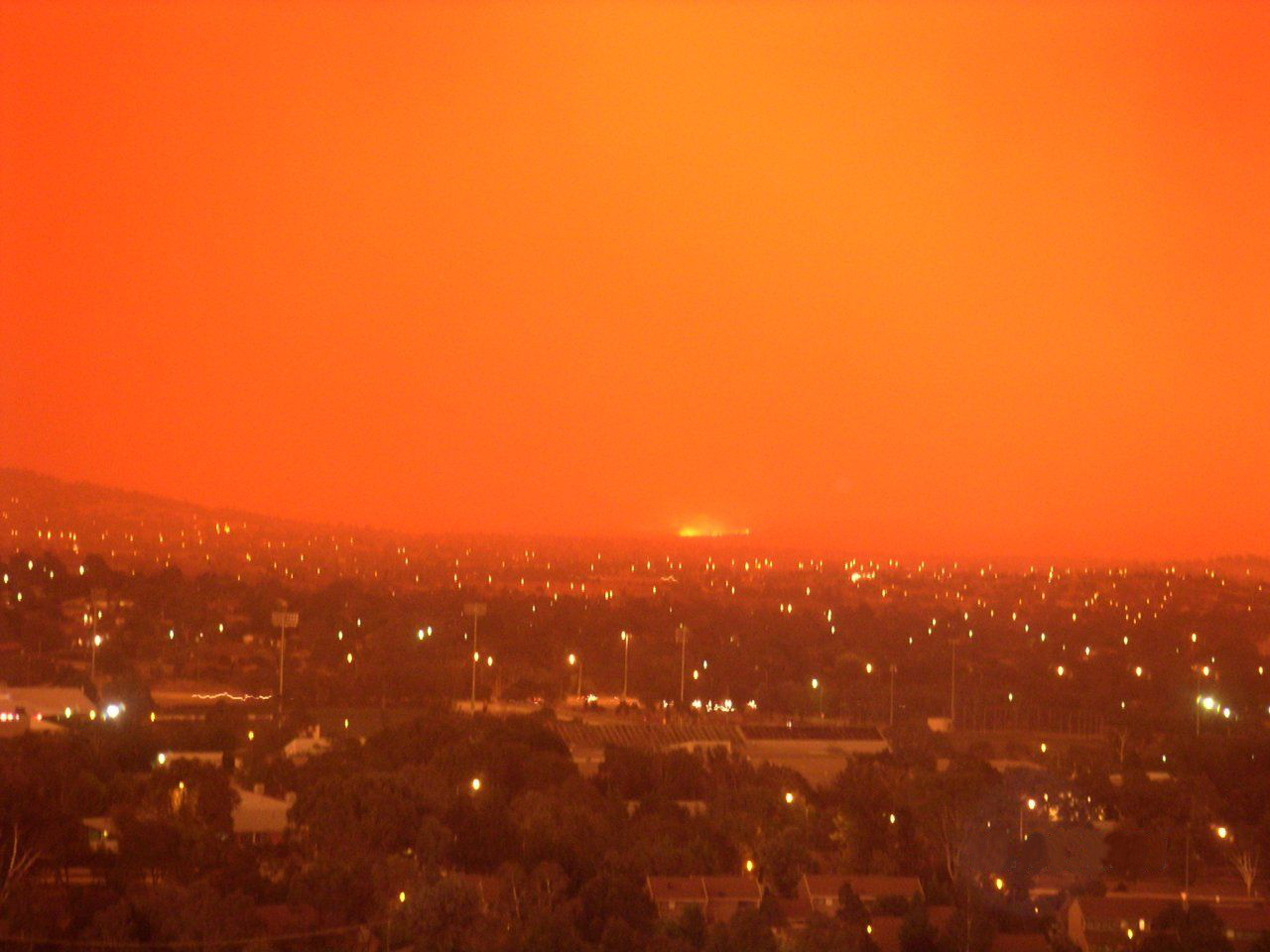
Bosbranden in de omgeving van Canberra (Australië) beïnvloeden de luchtkwaliteit in de stad negatief (2003)

Een natuurbrand is een brand die zich voordoet in een natuurgebied. Als deze zich voordoet in een bosgebied wordt het een bosbrand genoemd. Dat is de bekendste vorm van natuurbrand, omdat het de heftigste en meest zichtbare vorm is. Natuurbranden kunnen zich echter ook voordoen op onder meer de heide en in duin- of veengebied.

## Omstandigheden

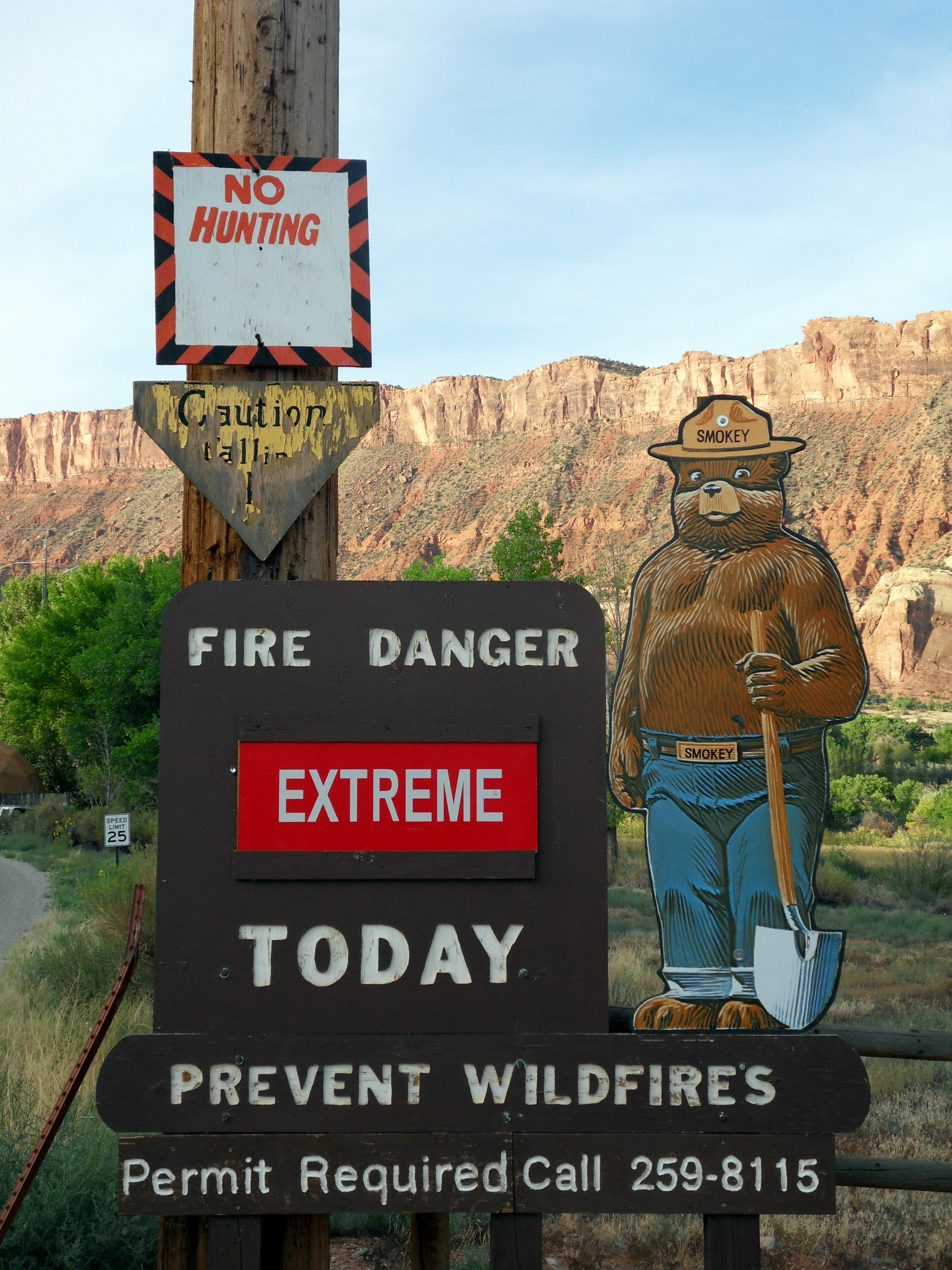
In de Verenigde Staten wordt aangegeven hoe groot het gevaar van natuurbrand is

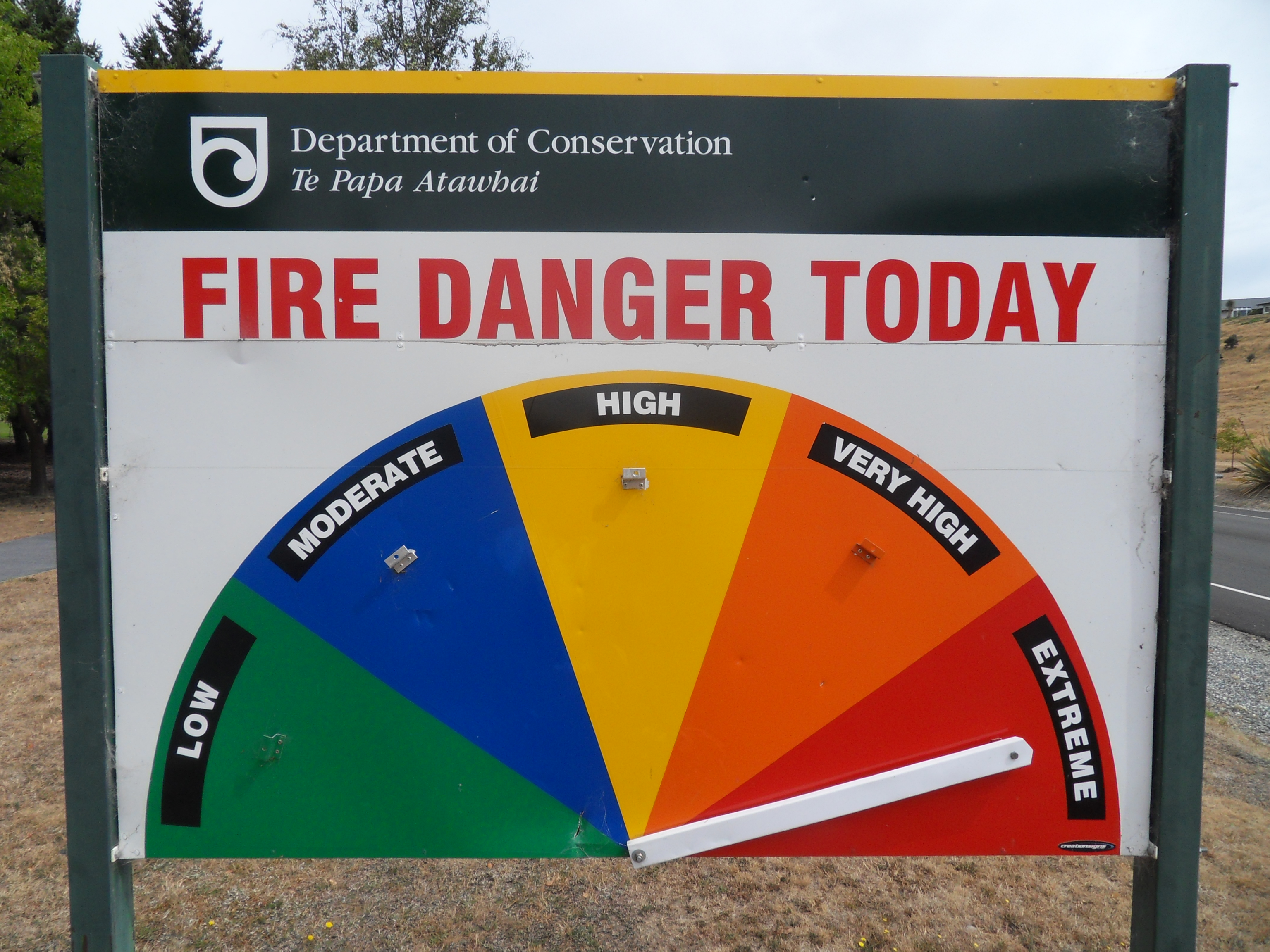
Dit geldt ook voor Nieuw-Zeeland

Voor een natuurbrand ontstaat moet zoals bij elke brand zijn voldaan aan vier voorwaarden: een ontstekingsbron, voldoende hoge temperatuur, zuurstof en brandstof. De aanwezigheid van water remt de temperatuurstijging door verdamping van het aanwezige water en bemoeilijkt het verbrandingsproces.

### Brandstof
Er is brandstof, omdat er veel brandbaar materiaal in de vorm van bomen en/of struiken aanwezig is. Bovendien kan wanneer het lang niet heeft geregend de brandstof erg makkelijk vlam vatten. Op de grond liggen vaak rottende takken en laag struikgewas die ook alle zeer brandbaar zijn.
Zelfs in de grond is vaak voldoende brandstof en zuurstof aanwezig om een bosbrand zich ondergronds te laten verplaatsen, al zal dit minder heftig zijn dan een bovengrondse brand.

### Zuurstof
Er is zuurstof, omdat de brandstof niet allemaal opeengepakt zit, maar voldoende ruimte laat voor de toevoer van zuurstof. Nog meer zuurstof is er wanneer de brand wordt aangewakkerd door een sterke wind, zoals de mistral in Zuid-Frankrijk.
Wanneer een bosbrand voldoende heftig is kan de zuurstoftoevoer nog worden versterkt doordat de hete verbrandingsgassen opstijgen en koudere, zuurstofrijke lucht uit de omgeving kan worden aangezogen. Bij een grote natuurbrand is de wind die door dit effect wordt gegenereerd van stormkracht.

### Een voldoende hoge temperatuur
Een voldoende hoge temperatuur kan door de schaal van een natuurbrand en de energie die bij de brand zelf vrijkomt eenvoudig worden gegarandeerd.
In een heftige bosbrand is de stralingswarmte van de brand op tientallen meters afstand al voldoende om nieuwe bomen te ontsteken. Op deze manier kan een brand grote greppels oversteken die zijn gemaakt om de brand te stuiten.

## Ontstaan van een bosbrand
Een bosbrand kan ontstaan als er lokaal een hoge temperatuur ontstaat; voldoende om een brandhaard te krijgen. Dit kan wanneer er:
- moedwillig een vuur wordt gemaakt (brandstichting of zwerflandbouw door middel van hakken en branden).
- Onvoorzichtig met vuur wordt omgegaan (barbecue, kampvuur of sigaret)
- blikseminslag plaatsvindt
- door lenswerking (in bijvoorbeeld een weggegooide glazen fles) een concentratie van zonlicht ontstaat.
- vonkenregens van wrijvingscontact tussen treinwielen en spoorrails tijdens het blokkeren van de draaibeweging die bermbegroeiing kunnen ontsteken. Dergelijke vonkenregens kunnen ook voorkomen bij werkzaamheden aan het spoor of aan de weg, zoals bv. laswerkzaamheden of als er een slijptol of snijbrander wordt gebruikt.
- hete delen uit of van de uitlaat van bijvoorbeeld een motorkettingzaag, of een voertuig met een verbrandingsmotor op de grond vallen.

Ook bij militaire oefeningen kan een bosbrand ontstaan. Deze oefeningen worden vaak gedaan op droge zandgrond en zeker bij langdurige droogte ligt hierbij het gevaar voor een natuurbrand op de loer als er met rookgranaten wordt gewerkt. Zodra zo'n granaat die oorspronkelijk is bedoeld om een rookgordijn op te werpen verkeerd terecht komt kan een groot stuk bos of heide vlam vatten.
Een aantal van deze oorzaken zijn natuurlijk: bosbranden bestaan dan ook al zolang er bossen zijn. Wanneer een bos niet door de mens wordt verstoord, zal er een evenwicht ontstaan waarin regelmatig kleine bosbranden woeden die het kreupelhout uitdunnen en vanzelf uitgaan zonder dat er grote schade aan de bomen wordt berokkend. Sinds de mens echter de bossen "helpt" door deze kleine branden te blussen, komen er echter steeds grotere, niet meer te stuiten branden voor. Hierdoor kan zich namelijk heel veel brandbaar materiaal ophopen, wat een ware vuurzee kan veroorzaken.
Om de risico's in te schatten wordt in verschillende landen een natuurbrandindex toegepast. Deze index calculeert het risico op grond van een aantal gegevens.

## Vormen van natuurbrand

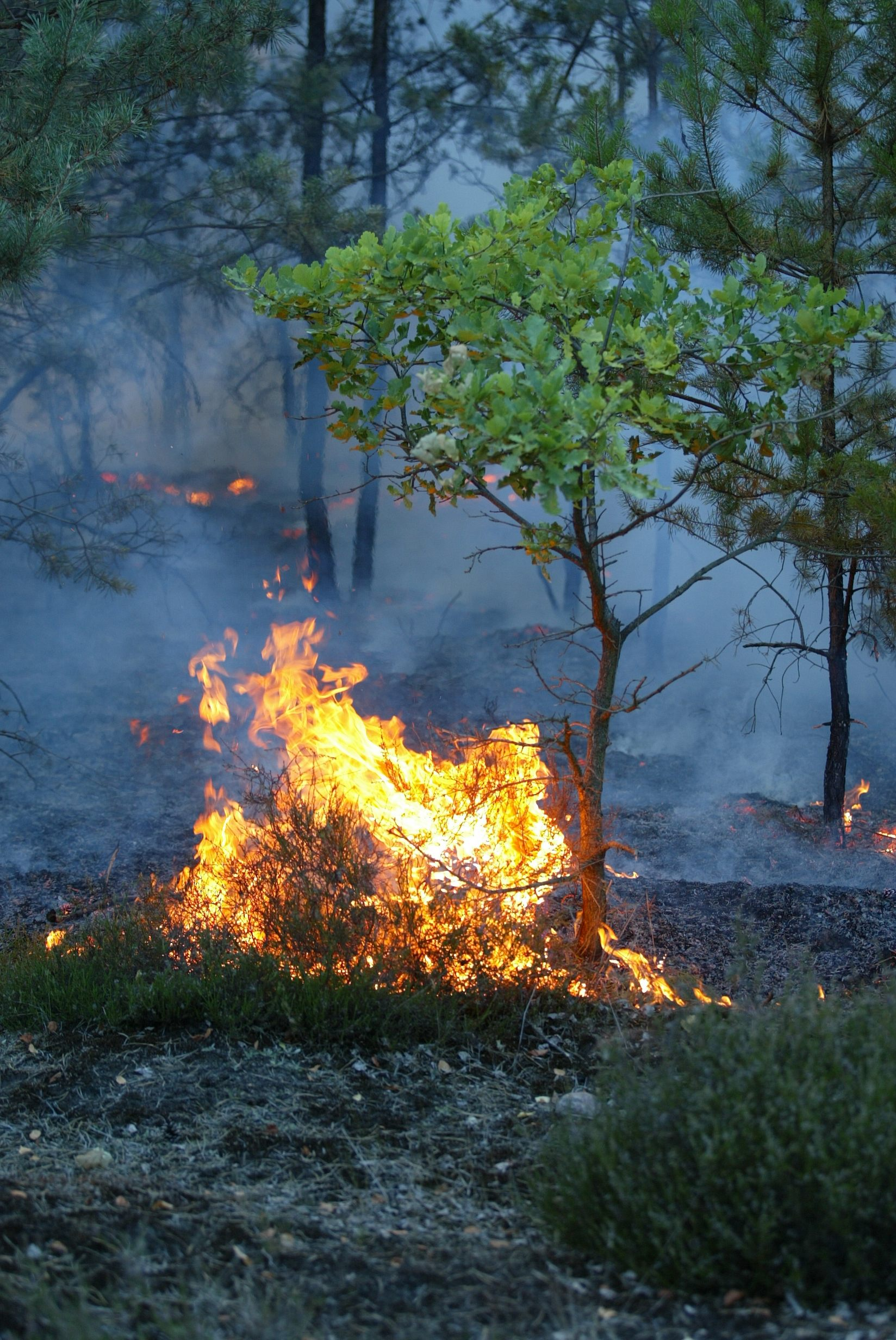
Grondvuur

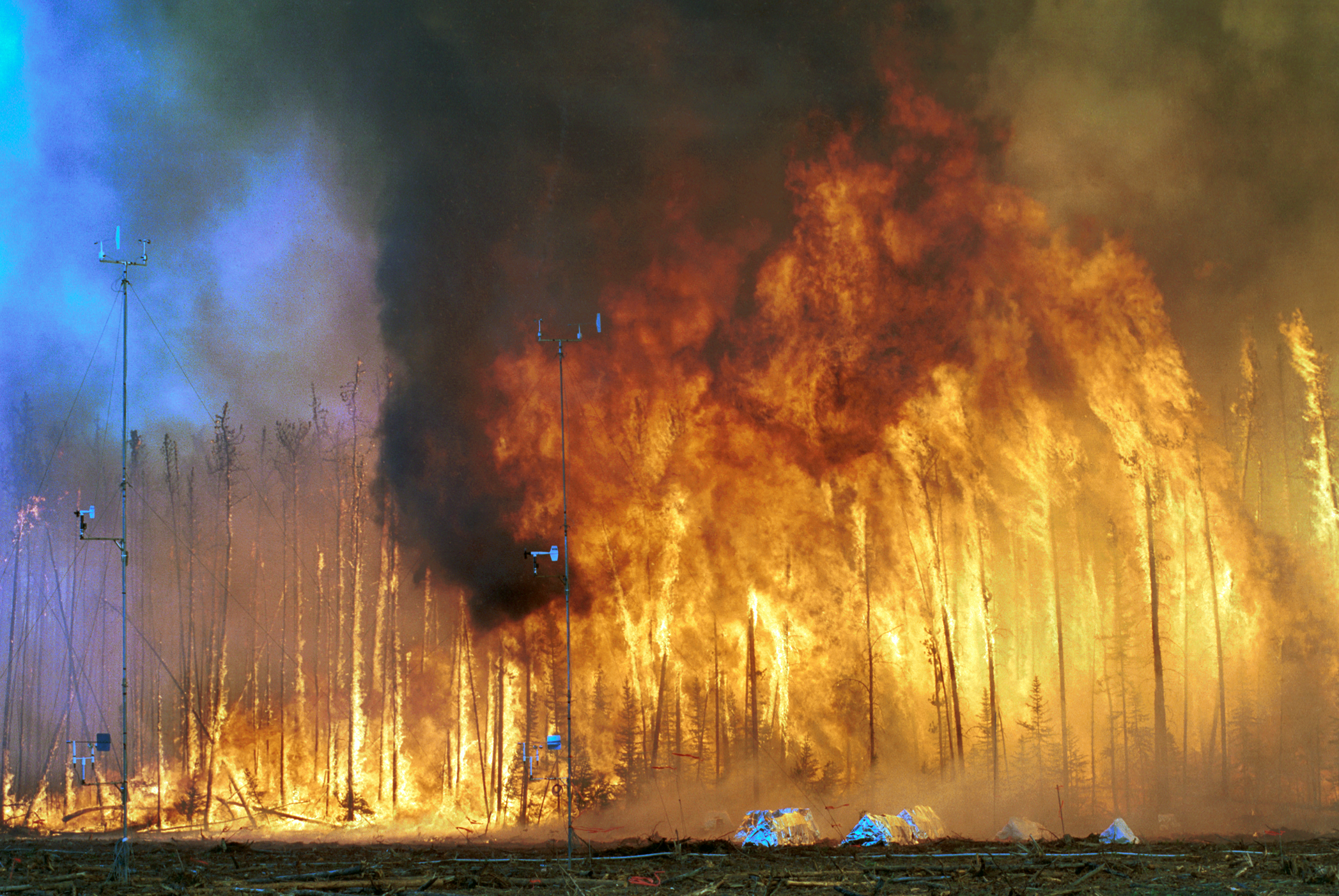
Kroonvuur tijdens een experiment van beheerbranden

### Grondvuur en zombie-branden
Grondvuur is een brand in de humuslaag op de grond en woedt grotendeels onder de grond. De voortplanting van deze vorm van brand gaat vrij traag maar de brandbestrijding is zeer moeilijk omdat de vuurhaard moeilijk bereikbaar is. Grondvuur komt niet alleen in bossen voor maar ook in heidegebieden.

Soms blijven natuurbranden ondergronds de hele winter doorsmeulen, en kunnen vroeg in het voorjaar 'uit het niets' weer oplaaien als het zonniger en droger wordt. Dit soort branden worden zombie-branden genoemd omdat ze als het ware 'opstaan vanuit de dood'. In het Engels worden ze naast zombie fires ook holdover fires of overwintering fires genoemd. Ze komen vooral voor in veengebieden en in toendra's op plekken waar de diepere bodemlagen veel organisch materiaal bevatten en die warm zijn geworden door grote natuurbranden in het zomerseizoen. Deze branden kunnen ook overleven onder een pak sneeuw. In Canada vonden in 2023 uitzonderlijk grote bosbranden plaats, en op veel plaatsen overleefde dat vuur ondergronds de winter, om begin 2024 op onvoorspelbare momenten en plaatsen als zombie-branden weer te verschijnen. Nu winters door klimaatverandering milder worden is de overlevingskans van ondergronds smeulend vuur groter en daarmee neemt de kans op zombie-branden toe.

### Loopvuur
Loopvuur is een brand in de onderste vegetatielaag in het bos. Het gaat dan om de laag dood of afgevallen materiaal en gras, dunne takken en struiken laag boven de grond. Loopvuur kan zich in verschillende richtingen verspreiden, in principe met name met de wind mee. Loopvuur kan zich ontwikkelen tot kroonvuur maar is met een redelijke kans van slagen te bestrijden voordat het kroonvuur wordt.

### Kroonvuur
Kroonvuur is het verschijnsel dat de kronen van de bomen vlam vatten en elkaar aansteken. Dit verschijnsel komt voornamelijk voor bij naaldbomen maar kan ook bij loofbomen ontstaan onder bepaalde omstandigheden. Kroonvuur kan zich met wind razendsnel verspreiden omdat er veel zuurstof bij de brandbare dennennaalden en bladeren kan komen. Zeker wanneer er wind waait en/of de brand zich op een heuvel naar boven beweegt kunnen zeer grote snelheden tot wel 60 km/u worden bereikt. Het is dus goed mogelijk, zelfs voor ervaren brandweerlieden, om door een bosbrand te worden verrast of er zelfs door te worden ingesloten. Kroonvuur is nauwelijks te blussen vanwege de hevigheid van de verbranding.

### Vuurstorm
In zeldzame gevallen kan een natuurbrand ontaarden in een vuurstorm, die zelfs een bebouwde omgeving kan treffen, zoals het Marshall Fire op 30 december 2021 in de stadjes Louisville en Superior in Boulder County (Colorado).

## Preventie en bestrijding
Een belangrijke factor bij de preventie van bosbranden is de aanwezigheid van droog onderhout. Het al dan niet preventief verwijderen van deze ondergroei leidde in Californië tot felle polemieken. Ook bomen zoals eucalyptus die laag vertakken, vergroten het risico. Ook het vrijmaken van brandgangen kan de verspreiding van het vuur indijken, evenals preventief branden.
In landen die vaak te kampen hebben met grote natuurbranden, trachten vuurgedragsanalisten het verloop van de branden te voorspellen aan de hand van weer- en bodemgegevens.
Op plekken waar veel gebarbecued wordt, worden vaak speciale bakken geplaatst waar mensen hun kolen en/of wegwerp barbecue na afloop van de barbecue in kunnen gooien. Deze bakken worden gemaakt van steen of ander niet brandbaar materiaal. Speciale borden attenderen mensen hierop. Barbecuen kan bij langdurige droogte soms zelfs helemaal worden verboden. Hetzelfde geldt voor het maken van kampvuren. Ook geldt in veel natuurgebieden met name bij droogte een rookverbod om branden door weggegooide sigaretten te voorkomen.

## Voor- en nadelen van natuurbranden
Natuurbranden kunnen op de lange termijn nuttig zijn voor het voortbestaan van het bos. Door een bosbrand komt een volgegroeid deel van het bos weer vrij. De voedingsstoffen die opgeslagen waren in dood hout komen via de as weer terug in de bodem. Op de open plek zullen al snel nieuwe planten en bomen opschieten.
Sommige soorten bomen kunnen een bosbrand goed doorstaan. Voor de voortplanting van sommige bomen is het zelfs noodzakelijk dat de zaden deels verbrand worden, bijvoorbeeld de mammoetboom of reuzensequoia. Deze boom heeft een zeer dikke bast en een hoge kruin, zodat het vuur de belangrijkste delen van de boom niet kan aantasten. Het snel blussen en voorkomen van bosbranden in het Sequoiagebied schijnt ertoe geleid te hebben dat er vrijwel geen nieuwe Sequoia's meer opgroeien. Bovendien zijn de zeer sterke bosbranden die af en toe toch oplaaien wel in staat om de oude bomen dodelijk te beschadigen.

### Gespecialiseerde flora en fauna
Verschillende ecosystemen, die voldoende droog zijn en voldoende biomassa opbouwen, kennen van nature regelmatig natuurbranden en hebben zich daarop aangepast.
Sommige soorten eucalyptusbomen in Australië zijn voor de voortplanting aangewezen op bosbranden. De vruchten van de boom openen zich pas na de grote hitte van vuur en laten dan de zaden vallen. De boom zelf is licht ontvlambaar door de vele etherische oliën die hij produceert en onder de boom ligt gewoonlijk veel oud blad en ook grote takken. Zelfs als de boom verbrandt, overleven gewoonlijk zijn wortels de grote hitte. Parasieten, koala's en andere planten zijn zo in het nadeel.
Het fynbos dat uitsluitend te vinden is in de Zuid-Afrikaanse Kaapprovincies is een ander voorbeeld. Hier gaat het om een extreem soortenrijke ecoregio. Planten hebben er verschillende strategieën om de branden te overleven. Daar voorkomende Asteraceae (Helipterum en Phaenocoma), Bruniaceae (Berzelia, Brunia en Nebelia), Cupressaceae (Widdringtonia), Ericaceae (Erica sessiliflora) en Proteaceae (Aulax, Leucadendron en Protea) houden hun zaden decennia lang in leven in verhoutte bloeiwijzes, die open gaan onder invloed van grote hitte, waarna de zaden wegwaaien. Alle Leucospermum soorten produceren vruchten die ongeveer twee maanden na de bloei op de grond vallen. Deze vruchten hebben een zogenoemd mierenbroodje. Ze worden door de mieren meegenomen naar hun ondergrondse nest waar vervolgens het mierenbroodje wordt opgegeten. Het overblijvende zaad is te glad en hard om te eten, daardoor blijven de zaden in het nest begraven. Wanneer de vegetatie is verbrand kiemen de zaden in reactie op het daardoor toegenomen verschil in dag- en nachttemperatuur en doordat chemische stoffen die bij de brand zijn ontstaan met regenwater door de zaden worden opgenomen. Andere soorten die zo door mieren verspreid en beschermd worden in het fynbos zijn Zygophyllum (Zygophyllaceae) en Osteospermum (Asteraceae). Waar de periode tussen de opvolgende branden te klein is om de planten volwassen te laten worden, komen soorten voor die weer uitlopen vanuit de ondergrondse delen of waarvan de stam beschermd wordt door een dikke, kurkachtige bast.
De larven van de kever Melanophila acuminata leven uitsluitend in de bast van dennen die door brand werden beschadigd. De volwassen dieren kunnen bosbranden van grote afstand waarnemen door de geur van brandend hars en vliegen ernaartoe om hun eieren te leggen.

### Koolstofdioxide
Bosbranden stoten ook recordhoeveelheden koolstofdioxide (CO2) uit. Voor de branden van 2021 zou het volgens CAMS, het aardobservatieprogramma van de Europese Unie, om 1.760 megaton gaan.

### Ecosystemen lijden onder klimaatverandering
Als de bosbranden echter te hevig zijn, te lang aanhouden, te frequent voorkomen, of wanneer de brand wordt gevolgd door ongewone droogteperiodes, dan kan het voortbestaan van het ecosysteem in gevaar komen. En precies die situatie komt meer en meer voor als gevolg van de klimaatverandering. Uit Amerikaans onderzoek blijkt dat dit vooral voorkomt sedert het begin van de 21e eeuw: afgebrande bosgebieden evolueren dan vaker naar graslanden of struikgewas, of de samenstelling van het bosareaal verandert.

## Statistieken afgebrand bosareaal
Behalve in dichtbevolkte gebieden, is het becijferen van de door grote natuurbranden verwoeste oppervlakte verre van eenvoudig. Sommige tellingen steunen op waarnemingen vanaf de grond, andere vanuit de lucht, en sommige vanuit de ruimte, waar wolken en rook de waarneming bemoeilijken. Vooral in landen met uitgestrekte, soms moeilijk toegankelijke natuurgebieden is een precieze meting lastig. En als gevolg van politieke omstandigheden zijn lokale overheden soms geneigd branden te minimaliseren. Zo zou volgens officiële cijfers in 2016 een dubbel zo grote oppervlakte door brand zijn getroffen in de VS en Canada, dan in Rusland, dat nochtans tweemaal zoveel bosgebieden telt.

### Internationale organisaties

#### Verenigde Naties
Op initiatief van de Verenigde Naties werd binnen het United Nations Forum on Forests een Global Forest Information Service opgericht, om informatie inzake natuurbranden te coördineren. Wanneer natuurbranden ontaarden in rampen, dan verstrekt ook het United Nations Office for Disaster Risk Reduction informatie en ondersteuning.

#### Niet-gouvernementele organisaties
Onder meer Global Forest Watch brengt per land gegevens over natuurbranden in kaart. En vanuit Wenen (Oostenrijk) opereert de Internationale Unie van Organisaties voor Bosonderzoek (International Union of Forest Research Organizations, IUFRO), een wereldwijd netwerk voor vrijwillige samenwerking inzake bosbeheer. 

#### Europese Unie
Het Europees bosbrandinformatiesysteem (European Forest Fire Information System, EFFIS) ondersteunt nationale diensten voor bosbeheer in de EU-landen, en levert bijgewerkte en betrouwbare informatie over bosbranden in Europa aan de Europese Commissie en het Europees Parlement.
| Afgebrand bos (hectare) | Afgebrand bos (hectare) | Afgebrand bos (hectare) | Afgebrand bos (hectare) | Afgebrand bos (hectare) | Afgebrand bos (hectare) | Afgebrand bos (hectare) |
| Periode                 | Frankrijk               | Griekenland             | Italië                  | Portugal                | Spanje                  | Totaal                  |
| ----------------------- | ----------------------- | ----------------------- | ----------------------- | ----------------------- | ----------------------- | ----------------------- |
| 1980–1989               | 39.157                  | 52.417                  | 148.485                 | 74.486                  | 244.788                 | 559.333                 |
| 1990–1999               | 22.695                  | 44.108                  | 108.890                 | 102.203                 | 161.323                 | 439.219                 |
| 2000–2004               | 32.078                  | 36.610                  | 76.764                  | 189.532                 | 129.106                 | 464.090                 |
| Totaal                  | 93.930                  | 133.135                 | 334.139                 | 366.221                 | 535.217                 | 1.462.642               |

#### Andere landen
In de Verenigde Staten publiceert de Forest Service statistieken via InciWeb, een database met webinformatie over natuurrampen.

## Natuurbranden en klimaatverandering
Naar aanleiding van de fatale bosbranden in Portugal in juni 2017, kwam in de media de vraag op over het verband met de klimaatverandering. Volgens Ricardo Garcia Herrera, hoogleraar Fysica van de Atmosfeer aan de universiteit van Madrid, duren de zomers elk jaar een dag langer, omdat de hitte reeds in juni aanvangt, wellicht als gevolg van de opwarming van de Atlantische Oceaan. Klimaatonderzoeker Guido van der Werf van de Vrije Universiteit Amsterdam bevestigt het verband en wijst ook op de toegenomen bosbranden in noordelijke gebieden zoals Canada en Alaska.
Een vergelijkend onderzoek van 57 studies uit de periode 2013-2020 bevestigde het verband tussen de opwarming van de Aarde en de toenemende frequentie van natuurbranden.
Ten gevolge van de klimaatverandering zouden bosbranden, volgens een rapport van onder meer het KNMI, in de toekomst in Nederland onbeheersbaar kunnen worden. Dergelijke branden zouden pas doven wanneer de brandstof voor het vuur volledig opgebruikt is. Tegelijkertijd zou evacuatie steeds vaker noodzakelijk worden en kan vitale infrastructuur worden aangetast. Dezelfde conclusies, onder meer over het feit dat de zomers, maar ook de lentes, steeds droger worden en het risico op natuurbranden toeneemt, gelden ook voor Vlaanderen. Daar is de natuur echter meer versnipperd terwijl Nederland meer aaneengesloten bos- en heidegebieden heeft, op droge zandgronden.  